# John Landin
John Landin, född 28 september 1861 i Örebro, död 28 september 1920 i Stockholm, var en svensk kemist.

## Karriär
Landin avlade studentexamen 1880 i Falun, där fadern var telegrafkommissarie. Han studerade kemi vid KTH och utexaminerades 1883. Han studerade även vid Stockholms högskola 1881–1884. Han gjorde 1884–1885 studieresor rörande garvningsindustrin till Nordamerika, England, Frankrike och Tyskland med statliga stipendier. Han arbetade 1883–1886 vid Kemiskt-tekniska byrån grundad av Werner Cronquist och 1886–1887 vid KTH.
1889 gjorde han studieresor rörande vattengasen till Tyskland, Frankrike och Sydamerika. Han stannade till slutet av 1890 i Argentina för uppbyggnaden av ett vattengasverk enligt Otto Fahnehjelms system.
Han gick 1888 in som delägare i Kemiskt-tekniska byrån, kompanjon med Victor Gröndahl och förordnades till handelskemist i Stockholm, en post vars ordinarie innehavare han blev 1891. 
1888 hade han avlagt telegrafingenjörsexamen och 1892–1896 var han fysik- och kemilärare vid Telegrafverkets undervisningsanstalt. Från 1896 var han överlärare i kemi vid KTH.
På senare år var han mycket intresserad av radioaktivitet. Han fick patent på en metod att dra ut radium ur mineraler, bland annat skiffer från Billingen. Han grundade AB Radioaktiva vatten och Bolaget Radiumemanation.
Han medverkade till grundandet av både Svenska Kemistsamfundet och Svensk kemisk tidskrift, vars redaktion han tillhörde till 1918. Han var styrelseledamot i Svenska Teknologföreningen, sekreterare och från 1911 ordförande i Svenska Uppfinnareföreningen. Han var innehavare av ett tiotal patent. Landin är begravd på Norra begravningsplatsen utanför Stockholm.

## Skrifter
- Illustreradt varulexikon (1888-1894), tillsammans med Martin Ekenberg
- Från Argentina, reseminnen och studier (1890)
- Supplement till diskussionen öfver ingenjör G. Korsgrens föredrag om såpanalyser i häfte 3 för 1892 (1892)
- Den elektrolytiska dissociationsteorien (1896)
- Orsinolja, en ny, svensk smörjolja (1897)
- Förfalskningar af närings- och njutningsmedel (1898)
- Den svenska fosforlagens praktiska tillämpning (1901)
- Fosforfrågan och tändsticksindustrien (1901)
- De radioaktiva ämnena (1903), Föredrag vid Svenska teknologföreningens allm. möte den 28 nov. 1903
- Den radioaktiva desintergrationsteorien (1904)
- Om radium, särskildt dess förekomst i svenska råmaterial (1905)
- Andrée och uppfinnareverksamheten : en minnesteckning (1907)
- Varukännedom (2. uppl. 1910)
- Nyare rön inom radiologien (1910)
- Vattenradioaktivering enligt system Landin (1914)